# Antoine Lahad
Antoine Lahad (in arabo أنطوان لحد ‎?, Antūn Lahad; Qattara, 1927 – Parigi, 10 settembre 2015) è stato un generale libanese, leader dell'Esercito del Libano del Sud.

## Biografia
Nato in una famiglia maronita, Lahad fu il leader dell'Esercito del Libano del Sud dal 1984 fino al collasso nel 2000, a seguito del ritiro di Israele dai territori meridionali che esso occupava in Libano.
Congedatosi da Tenente Generale dall'esercito libanese fu nominato comandante dell'Esercito del Libano del Sud, probabilmente su indicazione dell'ex-presidente libanese Camille Chamoun, andando così a succedere a Sa'd Haddad, morto per un tumore.
Nel 1988, un attentato alla sua vita fu portato a compimento dalla libanese Souha Fawaz Bechara, militante del Fronte di Resistenza Patriottica Libanese. Per quanto gravemente ferito, Lahad sopravvisse.
Nel momento del collasso dell'ELS, Lahad si trovava a Parigi con la sua famiglia. Si trasferì quindi in Israele e giunse dopo che i resti di quello che era stato l'Esercito del Libano del Sud aveva lasciato il Libano. Aveva parenti in Francia ma le autorità francesi gli negarono l'autorizzazione a rimanere in Francia.
Lahad da allora visse a Tel Aviv dove per numerosi anni gestì un ristorante libanese. In Libano Lahad ricevette una condanna a morte per alto tradimento.
L'autobiografia di Lahad venne pubblicata nel 2004.
Morì nel 2015.